# Kolonie Meerbeck
Die Kolonie Meerbeck ist eine 105 ha große ehemalige Bergarbeiter-Siedlung in Moers am linken Niederrhein, Teil des Kreises Wesel. Die Siedlung hatte am 31. Dezember 2023 9.572 Einwohner.

## Geschichte

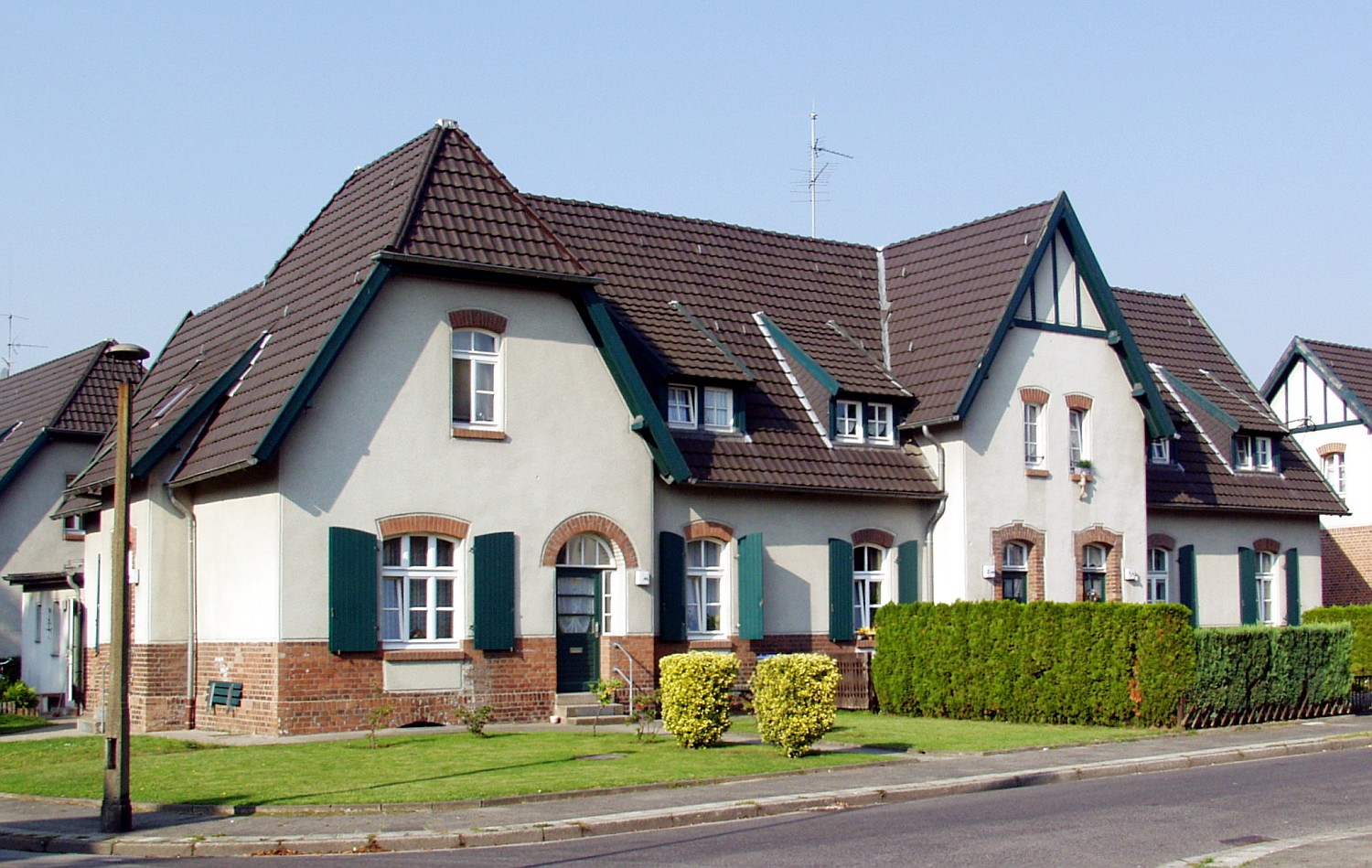
Haus in der Kolonie Meerbeck

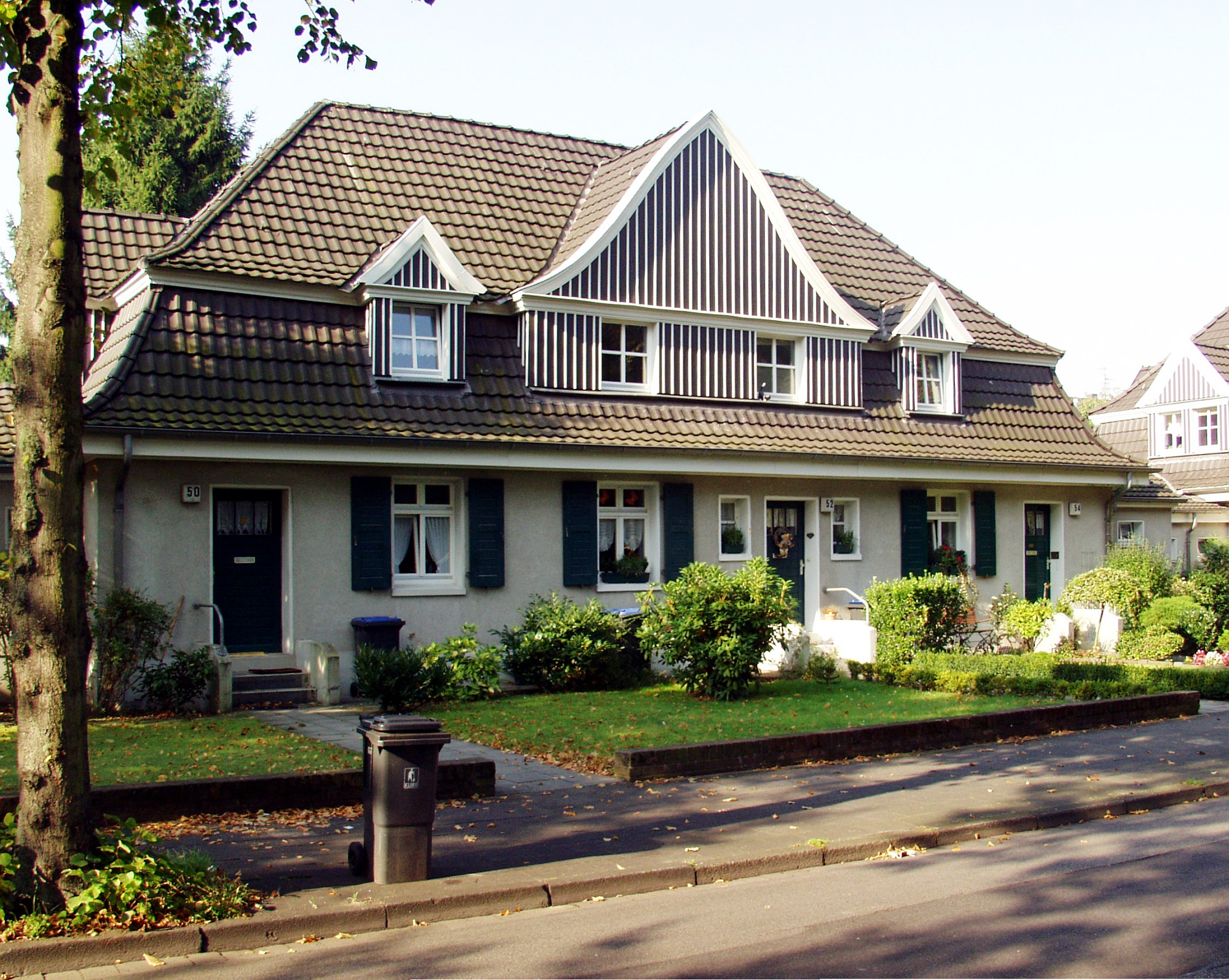
Haus in der Kolonie Meerbeck

Vor dem Baubeginn des Schachtes 4 der Zeche Rheinpreußen im Jahr 1900 war Meerbeck ein Dorf mit rund 200 Einwohnern. Als 1904 die Förderung aufgenommen wurde, begann der Bau der Siedlung. Die erste Bauphase dauerte bis 1907, eine weitere schloss sich 1913 an. In unmittelbarer Nachbarschaft zur Zeche entstand eine Siedlung für 10.000 Menschen. Es gab keine Anbindung zur Stadt Moers, so dass eine Infrastruktur mit Konsumläden, bergmännischer Berufsschule und einem „Wohlfahrtsgebäude“ errichtet wurde.
Die Siedlung wurde im Zweiten Weltkrieg bei Bombenangriffen auf das in unmittelbarer Nähe gelegene Treibstoffwerk Rheinpreußen schwer beschädigt. In den 1950er-Jahren setzte die dritte Bauphase mit Wiederaufbau und weiteren Neubauten ein.
Kommunalrechtlich gehörte die Siedlung Meerbeck zur Gemeinde Repelen, ab 1. Januar 1910 Repelen-Baerl genannt, ab August 1958 umbenannt in Rheinkamp, und wurde seit 1. Januar 1975 im Rahmen der kommunalen Neuordnung Teil des Stadtgebietes der Stadt Moers. 
Im August 1980 entschied der Rat der Stadt Moers, einen Teil der Siedlung zu erwerben und originalgetreu zu restaurieren. Das Geld war ursprünglich für den Bau einer Stadthalle vorgesehen. Der Kauf erfolgte zu einem Preis von 37 Mio. DM (ca. 19 Mio. Euro). Bis Anfang 1996 wurde eine grundlegende Sanierung, die insgesamt 123 Mio. DM (ca. 63 Mio. Euro) kostete, vorgenommen. 
2009 lebten in Meerbeck rund 8600 Einwohner, davon über 30 Prozent ausländischer Herkunft. Am 22. März 2009 wurde in der Römerstraße die Kocatepe-Moschee von der „DITIB Türkisch-Islamischen Gemeinde zu Moers-Meerbeck e. V.“ eröffnet.